# Laubuca insularis
Laubuca insularis är en fiskart som beskrevs av Pethiyagoda, Kottelat, Silva, Maduwage och Madhava Meegaskumbura 2008. Laubuca insularis ingår i släktet Laubuca och familjen karpfiskar. Inga underarter finns listade i Catalogue of Life.